# Alfons IV de Portugal
Alfons IV de Portugal   (Lisboa, 8 de febrer de 1291 (Gregorià) - Lisboa, 28 de maig de 1357 (Gregorià)) dit el Brau, fou rei de Portugal (1325-1357).

## Biografia
Nascut el 8 de febrer de 1291, fou el segon fill, l'únic fill mascle legítim, del rei Dionís I de Portugal i la seva esposa Elisabet d'Aragó. Alfons va néixer a Lisboa i era l'hereu legítim al tron del seu pare. No obstant això, segons diverses fonts, no era el fill favorit del rei, ja que el seu germanastre, Alfonso Sanxes, fill il·legítim del rei, gaudia del favor reial. La rivalitat entre ells va desembocar en diversos conats de guerra civil. El 7 de gener de 1325, Dionís I va morir i l'infant Alfons es va convertir en rei. Venjant-se del seu germà, el va expulsar a Castella i es va expropiar de totes les terres i possessions que el seu pare l'hi havia atorgat. Alfons Sanxes no es va rendir i, des de Castella, va orquestrar una sèrie d'intents d'usurpació de la corona. Després de diversos intents d'invasió fallits, ambdós germans van signar un tractat de pau, arreglat per la reina-vídua Elisabet d'Aragó.
El 1339 les tropes portugueses van ocupar un important paper en la victòria de la batalla del rio Salado contra els benimerins.

## Problemes amb Castella
L'any 1309, Alfons IV s'havia casat amb la princesa Beatriu, filla del rei Sanç IV de Castella i la seva esposa Maria de Molina. La primera filla del matrimoni, Maria, va casar amb el rei Alfons XI de Castella, mentre l'hereu d'Alfons, l'infant Pere de Portugal es prometia amb altra princesa castellana, Constança Manuel. Aquests acords van estar en perill pel comportament d'Alfons XI que no dubtava a menysprear a la seva esposa en públic. Alfons IV, molest pel tracte dispensat a la seva filla, va iniciar una guerra amb Castella. La guerra va acabar després de quatre anys de lluita gràcies a la intervenció de la mateixa Maria. El 1339 es va signar un tractat de pau a Sevilla.
L'última etapa del regnat d'Alfons IV va estar marcada per les intrigues polítiques. La guerra civil entre el rei Pere I de Castella i el seu germanastre Enric de Trastàmara va fer que nombrosos nobles castellans s'exiliessin a Portugal. Aquests emigrants van crear una facció a la cort portuguesa, buscant privilegis que poguessin compensar d'alguna forma el perdut en l'exili. A poc a poc van anar guanyant poder, especialment després que Agnès de Castro, filla d'un important noble i donzella de la princesa Constança, es convertís en l'amant i posterior esposa de l'infant Pere de Portugal.
Alfons IV, que no estava satisfet amb l'elecció amorosa del seu fill, va esperar que la relació fos una simple aventura amorosa. Desgraciadament per als assumptes polítics no va ser així. L'infant Pere estava realment enamorat d'Agnès, va reconèixer als fills que va tenir amb ella i va afavorir els nobles castellans que l'envoltaven. A més, després de la mort de la seva esposa el 1349, Pere es va negar a casar-se amb altra dona que no fos Agnès.
La situació va anar empitjorant amb els anys i l'ancià Alfons va perdre el control de la cort. L'hereu de Pere, l'infant Ferran, era un nen malaltís mentre que els fills il·legítims d'Agnès creixien forts i sans. Preocupat per la vida del seu net i pel creixent poder del Regne de Castella en les fronteres amb Portugal, Alfons va ordenar l'assassinat d'Agnès de Castro el 1355. Esperava que el seu fill reaccionés de forma favorable, però Pere mai li va perdonar aquesta execució. Ple d'ira, el mateix Pere es va posar al capdavant d'un exèrcit i va devastar el país entre els rius Duero i Miño abans de reconciliar-se amb el seu pare a principis de 1357. Alfons va morir poc després, el 28 de maig d'aquell any, a Lisboa.
Com a rei, Alfons és recordat com un soldat i un general valent, d'aquí el seu sobrenom del Brau. Però tal vegada la seva contribució més destacada va ser la de dotar als portuguesos d'una marina. Alfons IV va destinar fons públics a augmentar la flota comercial i va ordenar les primeres expedicions marines, sent les Illes Canàries descobertes durant el seu regnat.

## Núpcies i descendents
El 12 de setembre de 1309 es casà a Lisboa amb Beatriu de Castella, filla de Sanç IV de Castella i Maria de Molina. D'aquesta unió tingueren:
- la infanta Maria de Portugal (1313-1357), casada el 1328 amb Alfons XI de Castella
- l'infant Alfons de Portugal (1315)
- l'infant Dionís de Portugal (1317-1318)
- l'infant Pere I de Portugal (1320-1367), rei de Portugal
- la infanta Isabel de Portugal (1324-1326)
- l'infant Joan de Portugal (1326-1327)
- la infanta Elionor de Portugal (1328-1348), casada el 1347 amb Pere IV d'Aragó